# Piper demeraranum
Piper demeraranum är en pepparväxtart som först beskrevs av Friedrich Anton Wilhelm Miquel, och fick sitt nu gällande namn av C. Dc.. Piper demeraranum ingår i släktet Piper och familjen pepparväxter. Inga underarter finns listade i Catalogue of Life.